# Ladislav Reček
Ladislav Reček (* 22. ledna 1925) je bývalý český fotbalista, záložník, reprezentant Československa. Za československou reprezentaci odehrál v letech 1951-1952 čtyři utkání. Hrál za Baník Ostrava (1945 - 1958). V lize odehrál 186 zápasů, vstřelil 19 branek. Zemřel v roce 1999.